# Кінгстонський університет
Кінгстонський університет — університет у Великій Британії в південно-західній частині Лондона.
Заснований в 1899 році як Технічний інститут Кінгстона. У 1992 році отримав статус університету.

## Факультети
- Мистецтво і дизайн
- Мистецтво та соціальні науки
- Комп'ютерні інформаційні системи і математика
- Викладання
- Дослідження
- Проєктування
- Здоров'я та соціальна турбота
- Наука